# Epifam
Epifam (Epiphamus) o Eurífem (Euryphemus, Εὐρύφαμος) fou un filòsof pitagòric grec de Metapontum esmentat per Iàmblic (Iamblichus de Vit. Pyth. 30, 36.). Lisis fou el seu amic i deixeble. Va escriure Περὶ Βίου, obra que s'ha perdut però un fragment fou conservat per Estobeu.